# Кравченко, Анатолий Иванович (поэт)
Анато́лий Ива́нович Кра́вченко (19 апреля 1937, Орджоникидзе — 10 октября 2020, Донецк) — украинский и советский поэт, писатель, переводчик и публицист, автор текстов песен, редактор. Член Союза писателей Украины (с 1967). Лауреат литературных премий. Почётный гражданин города Енакиево.

## Биография
Воспитывался в детском доме, учился в средней школе. С весны 1956 года посещал литературное объединение при газете «Енакиевский рабочий». Демобилизовавшись из Советской Армии, А. Кравченко работал сотрудником газеты. Поступил в Литературный институт имени А. М. Горького в Москве, где его наставником был Михаил Светлов. Поэтическому мастерству учился он у видного представителя русскоязычной поэзии на Украине Л. Вышеславского. С юных лет его другом и единомышленником является Борис Олийнык.
В 1960—1965 годах работал в многотиражке «За металл» Орджоникидзевского металлургического завод, в редакции художественной литературы издательства «Донбасс» (1965—1972).
В 1972—1974 годах — ответственный секретарь, в 1974-84 годах — главный редактор журнала «Донбасс».
В 1984—2000 годах возглавлял Донецкую областную организацию Национального союза писателей Украины. Одновременно, с 1991 по 1996 годы был секретарём Союза писателей Украины.
Дети: Константин, Андрей.

## Творчество
Первые его стихи написаны ещё в школьные годы и получили одобрение В. Сосюры, который однажды, в послевоенное время, посетил Енакиевский детдом. 1 января 1957 года на страницах газеты «Енакиевский рабочий» было впервые напечатано его стихотворение.
Автор более 20 сборников поэзии, книг повестей, рассказов и очерков. Главная тема в творчестве Анатолия Кравченко — философские раздумья о жизни и истории, боли и терзаниях его современников. Поэзия А. Кравченко отличается эмоциональной напряженностью, стремлением одухотворить природу, воспеть мастерство трудолюбивых рук.
Среди писателей Украины Анатолий Кравченко признан одним из ведущих русскоязычных поэтов, он лауреат пяти литературных премий, в том числе престижной премии имени Николая Ушакова и Международной премии имени Владимира Винниченко. Сборники его поэзии переведены на многие иностранные языки.

## Избранные произведения
Сборники стихов
- «Перед восхождением» (1962),
- «Сто шагов к солнцу» (1966),
- «Горячий берег» (1968),
- «Третья смена» (1970),
- «Дни» (1972; все — Донецк),
- «Близость» (Киев, 1974),
- «Шестой океан» (Донецк, 1977),
- «Здравствуй, шахтерская отчина» (Киев, 1978),
- «Заветные полотна» (Донецк, 1980),
- «Донецкая рябина» (Киев, 1982),
- «Камень-эхо» (Москва, 1984),
- «Високосный день» (1985),
- «Доброта» (1986),
- «Любить и верить» (1988; все — Донецк),
- «Неоконченное свидание» (Киев, 1989),
- «Один на один с судьбой» (Донецк, 1991),
- «Скифское небо» (Москва, 1997),
- «День, обозначенный камнем белым» (2003),
- «Отрывок из вечности» (2007; обе — Донецк)

Повести и рассказы
- «Юноша в красном» (Киев, 1991)

Художественно-документальные очерки
- «Ощущение времени» (Донецк, 1985).

Издал сборники переводов зарубежной современной поэзии «Молнии и гвоздики» (Д., 1983).
Некоторые стихи А. Кравченко стали популярными песнями, к которым написали музыку композиторы Э. Колмановский, Е. Зубцов, С. Сабадаш, И. Карабиц и др., первыми исполнителями которых были Марк Бернес, Лев Лещенко, Юрий Богатиков и многие другие мастера эстрады.

## Награды
- Орден «Знак Почёта»
- Орден «За заслуги» (Украина) III степени (2007)
- Почётная грамота Верховной Рады Украины
- Почётная грамота Кабинета Министров Украины
- Лауреат Северодонецкой литературной комсомольской премии имени Бориса Горбатова (1969)
- Премия имени Николая Ушакова (Для украи́нских поэ́тов, пи́шущих на ру́сском языке́, 1997)
- международная премия им. В. Винниченко (2004).
- Почётный гражданин города Енакиево.